# NGC 6444
NGC 6444 је расејано звездано јато у сазвежђу Шкорпија које се налази на NGC листи објеката дубоког неба.
Деклинација објекта је - 34° 49' 11" а ректасцензија 17h 49m 35,1s. Привидна величина (магнитуда) објекта NGC 6444 износи 13,9. NGC 6444 је још познат и под ознакама OCL 1023, ESO 393-SC30.